# Shoranur

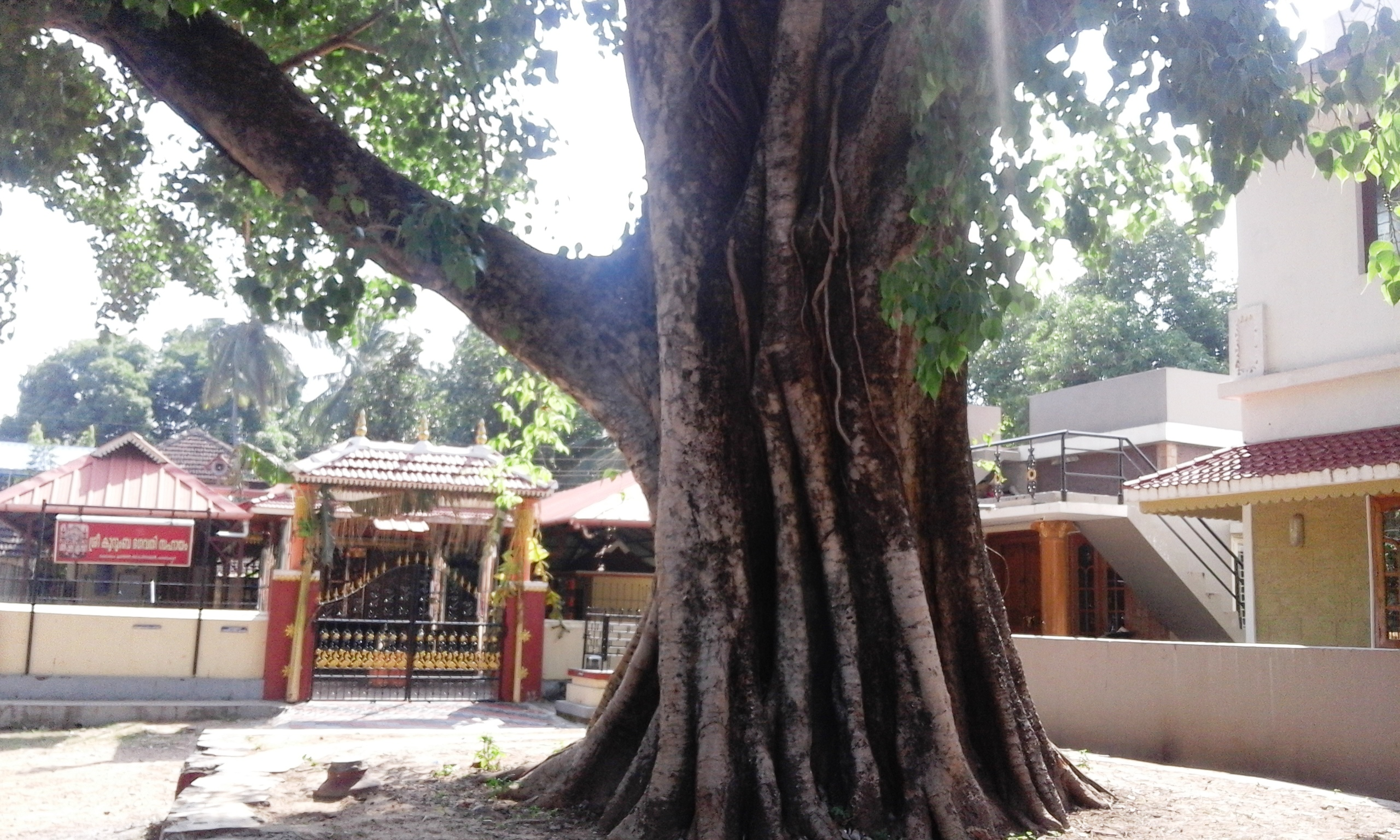
Shoranur – Stadtmitte

Shoranur (manchmal auch nur Shornur; Malayalam ഷൊർണൂർ) ist eine Stadt im Küstenvorland der Gebirgskette der Westghats im Distrikt Palakkad im südindischen Bundesstaat Kerala.

## Lage und Klima
Shoranur liegt auf dem Nordufer des Flusses Bharathapuzha in einer Höhe von ca. 47 m; bis zur Küste der Arabischen See sind es etwa 35 km (Luftlinie). Thiruvananthapuram (früher Trivandrum), die Hauptstadt Keralas, ist etwa 315 km (Fahrtstrecke) in südöstlicher Richtung entfernt. Das Klima ist meist subtropisch warm; Regen (ca. 1000–2000 mm/Jahr) fällt überwiegend in der von Mai bis November dauernden Monsunzeit.

## Bevölkerung
| Jahr      | 1991   | 2001   | 2011   |
| Einwohner | 39.550 | 42.029 | 43.533 |

Der Zuwachs der Bevölkerung in den letzten Jahrzehnten ist im Wesentlichen auf die anhaltende Zuwanderung von Familien aus dem Umland zurückzuführen. Ca. 83 % der Einwohner von Shoranur sind Hindus, knapp 13 % sind Moslems und knapp 4 % sind Christen; der Rest entfällt auf kleinere Religionsgemeinschaften. Man spricht überwiegend Malayalam.

## Wirtschaft
Viele Produkte der Region werden über die Eisenbahn transportiert; der etwa 1,5 km südlich der Stadt gelegene Bahnhof ist der größte ganz Keralas.

## Geschichte
Der Ort existierte bereits im Mittelalter und wurde von einer Clanfamilie beherrscht, die mit den Nachbarstädten nahezu ständig Krieg führte. Erst im ausgehenden 18. Jahrhundert übernahmen die Briten die Oberhoheit.

## Sehenswürdigkeiten
Etwa 2 km nordöstlich des Stadtzentrums liegt ein dem Hindu-Gott Shiva geweihter Tempelkomplex mit einem zentralen Bau aus dem 10. Jahrhundert, der jedoch später verändert wurde. In der Umgebung finden sich mehrere Schreine für weitere Gottheiten.